# Maruja Bustamante
Maruja Bustamante (Buenos Aires, Argentina, 29 de septiembre de 1978) es una actriz, directora, dramaturga y cantante argentina. Desde 2015 es curadora en el área Artes Escénicas del Centro Cultural Ricardo Rojas en la Ciudad de Buenos Aires.

## Formación
Maruja Bustamante se formó como actriz con Helena Tritek y fue su asistente de dirección en el primer montaje de la exitosa pieza Venecia de Jorge Accame en 1998.
Estudio cine en la Universidad del Cine y curso como becaria del programa de  cine de la Universidad Torcuato Di Tella. 
Egresó de la carrera de dramaturgia de la Escuela Metropolitana de Arte Dramático de Buenos Aires. Formó parte de los programas Panorama Sur, Interactions y Royal Court Theater para autores latinoamericanos

## Autora y directora de teatro
En 2001 estrena su primer espectáculo como directora Fronterizos, en el que dirige a Esteban Meloni y Sebastián Mogordoy para el aclamado ciclo Teatro por la Identidad en la ciudad de Buenos Aires.
En 2008 forma parte del primer ciclo de piezas teatrales Panorama Work In Progress del C.C.R. Rojas con su obra Adela está cazando patos. La pieza, una relectura contemporánea de Hamlet, permanece 3 años en cartel en la ciudad de Buenos Aires y participa del Festival Internacional de Buenos Aires en 2011.
Por Adela está cazando patos obtiene el galardón Trinidad Guevara a Mejor Autora (2009) y Mejor Vestuario (2009), es condecorada con el Premio Estímulo María Guerrero (2009), Mejor Fotografía y el Premio Municipal de Dramaturgia de la Ciudad de Buenos Aires (2009-2016). 
En 2010 estrena Paraná Porá, pieza clave de la dramaturgia argentina contemporánea, elogiada por la crítica y la academia. La obra escrita en español y guaraní le valió premios como el premio Trinidad Guevara, y reconocimientos en festivales nacionales e internacionales en Argentina y España.
En su paso por el teatro oficial de la Ciudad de Buenos Aires, perteneciente Complejo Cultural San Martín, fue autora y directora de la saga episódica La leyenda de Lis Chi en 2013 junto a su dramaturgista y colaborador Gael Policano Rossi, para el teatro 25 de Mayo (Villa Urquiza), y también la dupla estrenó Rabia Roja en 2017 para el Teatro Regio, una pieza teatral sobre la poesía, la dramaturgia y la obra de la escritora, feminista y anarquista argentina Salvadora Medina Onrubia.
Su obra dramatúrgica se encuentra reunida en dos tomos Hija boba (2014) y Potencia Gutierrez (2021) (Blatt & Ríos) .

## Actriz de cine y televisión
Debutó como actriz en 2011 en la telecomedia argentina Un año para recordar dirigida por Luis Ortega. En 2014 participa de Tiempos Compulsivos de canal 13 con la dirección de Daniel Barone. En 2016 participa de Permitidos bajo la dirección de Ariel Winograd junto a Martín Piroyanski y Lali Espósito.

## Televisión
| Televisión | Televisión                | Televisión | Televisión           | Televisión |
| Año        | Título                    | Personaje  | Canal                |            |
| ---------- | ------------------------- | ---------- | -------------------- | ---------- |
| 2011       | Un año para recordar      | Bárbara    | Telefé               |            |
| 2012-2013  | Tiempos compulsivos       | Gaby       | El Trece             |            |
| 2018       | Cien días para enamorarse | Lesslie    | Telefe               |            |
| 2018       | Encerrados                | Laura      | TV Pública / Netflix |            |

## Cine
| Película | Película             | Película  | Película       | Película |
| Año      | Título               | Personaje | Director       |          |
| -------- | -------------------- | --------- | -------------- | -------- |
| 2002     | El Juego de la Silla | Manicura  | Ana Katz       |          |
| 2016     | Permitidos           | Soledad   | Ariel Winograd |          |
| 2017     | Mamá se fue de viaje | Pachano   | Ariel Winograd |          |

## Publicaciones
| Libros publicados | Libros publicados                                                  | Libros publicados | Libros publicados    |
| Año               | Título                                                             | Género            | Editorial            |
| ----------------- | ------------------------------------------------------------------ | ----------------- | -------------------- |
| 2012              | Panorama Interzona. Elsa Drucaroff (comp.)                         | Dramaturgia       | Interzona            |
| 2014              | Hija Boba (obra reunida)                                           | Dramaturgia       | Blatt & Ríos         |
| 2014              | Detrás de escena. Antología                                        | Ensayo            | Editoria Excursiones |
| 2015              | Antología de argumentos teatrales en Argentina (2003-2013) Vol. 3. | Dramaturgia       | Editorial Libretto.  |
| 2021              | Potencia Gutierrez                                                 | Dramaturgia       | Blatt & Rios         |